# José Luis López Rose
José Luis López Rose (Villena, 13 de juliol de 1949) és un militar valencià de les Forces Armades d'Espanya amb el rang de tinent general de l'Exèrcit de Terra. Des de 2008 és el Cap de l'Estat Major Conjunt de la Defensa (JEMACON).

## Biografia
És pilot d'helicòpters, diplomat d'Estat Major de l'Exèrcit de Terra, diplomat de Comandament i Estat Major als Estats Units i màster en Seguretat i Defensa per la Universitat Complutense de Madrid.
Va obtenir el despatx de tinent a l'Acadèmia General Militar el 15 de juliol de 1971, sent destinat en diferents unitats. Com a Cap d'Unitat ha tingut al seu càrrec el Regiment de Pontoners i Especialitats d'Enginyers núm. 12. En la seva formació d'Estat Major, ha estat a l'Estat Major de l'Exèrcit de Terra i a l'Estat Major Conjunt, a més d'ocupar diversos llocs en l'administració militar a través del Ministeri de Defensa.
De 2002 a 2004, ascendit a general de brigada, va assumir el comandament de les Forces Aeromòbils de l'Exèrcit de Terra. El 2004 va ser ascendit a general de divisió i el 2008 a tinent general, que és quan se'l destinà com a Cap de l'Estat Major Conjunt de la Defensa.